# Sjöarbetsjacka m/1993

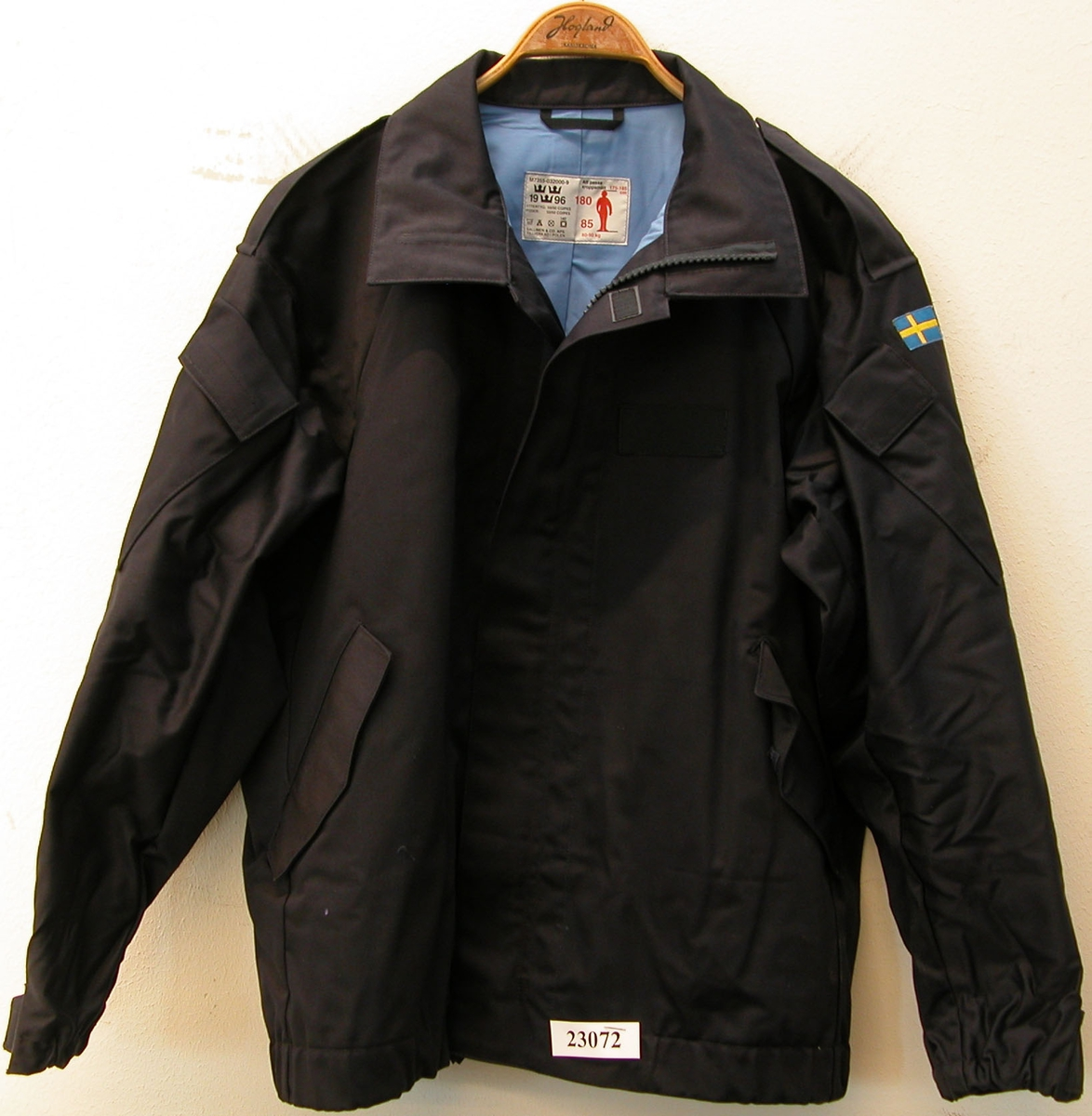
Sjöarbetsjacka m/1993
(Ur marinmuseei samlingar)

Sjöarbetsjacka m/1993 är en uniformsjacka använd inom Försvarsmakten som en del av sjöstridsuniform m/1993.

## Utseende
Sjöarbetsjacka m/1993 är midjekort och tillverkad i blå varpsatin (hälften bomull och hälften polyester), resoren är åtdragande. Jackan har två sidofickor med lock samt två mindre fickor på ärmarna. Gradbeteckning anbringas på axelklaffarna (med axelhylsor). På vänster ärm bärs nationalitetsmärke i form av svensk flagga samt förbandsmärke. Hela jackan är impregnerad för att avvisa såväl olja som vatten, yttertyg och foder är därutöver behandlat för att vara svårantändligt.

## Användning
Jackan används av hela Flottan till sjöstridsdräkt och sjöparaddräkt inom ramen för sjöstridsuniform m/1993.